# Eikenuiltje
Het eikenuiltje (Dryobotodes eremita) is een nachtvlinder uit de familie van de uilen, de Noctuidae. 

## Beschrijving
De voorvleugellengte bedraagt tussen de 15 en 17 millimeter. De grondkleur van de voorvleugels is groen of grijsgroen. De tekening is variabel in intensiteit in de kleuren zwart, bruin en wit. Tegen de ringvlek aan bevindt zich een lichtgekleurde vlek. De achtervleugel is wittig met een bruine zoom.

## Levenscyclus
Het eikenuiltje gebruikt vooral eik en soms hazelaar en meidoorn als waardplanten. De rups is te vinden van april tot juni. De soort overwintert als ei. De soort vliegt in een generatie van halverwege augustus tot en met oktober.

## Voorkomen
De soort komt verspreid over Europa en Noord-Afrika voor. Het eikenuiltje is in Nederland en België een zeldzame soort, die verspreid over het hele gebied met uitzondering van de Nederlandse kustgebieden kan worden gezien, met name op zandgronden. De vlinder kent één generatie die vliegt van halverwege juni tot en met augustus.